# Liste des musées du Cheshire
Cette liste des musées du Cheshire, en Angleterre, contient des musées qui sont définis dans ce contexte comme des institutions (y compris des organismes sans but lucratif, des entités gouvernementales et des entreprises privées) qui recueillent et soignent des objets d'intérêt culturel, artistique, scientifique ou historique. leurs collections ou expositions connexes disponibles pour la consultation publique. Sont également inclus les galeries d'art à but non lucratif et les galeries d'art universitaires. Les musées virtuels ne sont pas inclus.

## Musées
| Nom                              | Image | Ville/City      | Type              | Résume |
| -------------------------------- | ----- | --------------- | ----------------- | --- |
| Adlington Hall                   |       | Adlington       | Maison historique | Maison de campagne datant de 1040 |
| Anderton Boat Lift               |       | Anderton        | Transport         | Ascenseur à bateaux et centre d'accueil sur la Weaver et Trent and Mersey Canal                                                                                                 |
| Anson Engine Museum              |       | Poynton         | Technologie       | moteurs fixes |
| Arley Hall                       |       | Arley           | Maison historique | manoir de style jacobin datant de l’époque victorienne (1833-1841) avec jardins                                                                                                 |
| Axis Arts Centre                 |       | Crewe           | Art               | website, précédemment le Alsager Arts Centre |
| Bollington Discovery Centre      |       | Bollington      | Industrie         | website, industrie local du coton situé dans un ancien moulin |
| Bramall Hall                     |       | Bramhall        | Maison historique | Manoir Tudor à colombage |
| Bunbury Mill                     |       | Bunbury         | Mill              | Moulin à eau restaure au XIXe siècle |
| Capesthorne Hall                 |       | Siddington      | Maison historique | Maison de style jacobin, chapelle géorgienne, jardins, parcs |
| Catalyst                         |       | Widnes          | Science           | l'industrie chimique |
| Cheshire Military Museum         |       | Chester         | Militaire         | Histoire des régiments du Cheshire, situé dans la caserne du château de Chester                                                                                                 |
| Chester Toy and Doll Museum      |       | Chester         | Jouet             | Poupées, peluches, jouets |
| Congleton Museum                 |       | Congleton       | Local             | Histoire local, culture |
| Crewe Heritage Centre            |       | Crewe           | Rail              | |
| Musée Cuckooland                 |       | Knutsford       | Horlogerie        | Pendule à coucou |
| Cycle Museum                     |       | Warrington      | Transport         | information, Vélo du monde entier |
| Dewa Roman Experience            |       | Chester         | Histoire          | website, Artefacts britanniques romain, reconstruction rue romaine |
| Dorfold Hall                     |       | Acton           | Maison historique | Maison jacobéenne, jardins boisés |
| Dunham Massey                    |       | Altrincham      | Maison historique | Exploité par le National Trust, Maison géorgienne et parc aux cerfs |
| Englesea Brook Chapel and Museum |       | Englesea-Brook  | Religion          | website, l'histoire du mouvement religieux du XIXe siècle de la classe ouvrière de Primitive Methodism                                                                          |
| Gawsworth Old Hall               |       | Gawsworth       | Maison historique | Manoir |
| Musée Grosvenor                  |       | Chester         | Multiple          | Héritage romain, l'art, l'histoire naturelle, de l'argent, maison d'époque, l'histoire locale                                                                                   |
| Hack Green Secret Nuclear Bunker |       | Hack Green      | Militaire         | Ancien bunker nucléaire datant de la guerre froide appartenant au gouvernement et expositions militaires                                                                        |
| Lion Salt Works                  |       | Marston         | Industrie         | Travailler salines ouvertes et le musée |
| Little Moreton Hall              |       | Congleton       | Maison historique | Exploité par le National Trust, Manoir du XVe siècle |
| Lyme Park                        |       | Disley          | Maison historique | Exploité par le National Trust, Maison de maître |
| Macclesfield Silk Museums        |       | Macclesfield    | Industrie         | website, quatre musées au sujet de l'industrie de la soie, y compris le Silk Museum sur Park Lane, Paradise Mill, Heritage Centre, et le West Park Museum                       |
| Museum of Amusements             |       | Tattenhall      | Amusement         | website, ancienne machines mécaniques |
| Museum of Policing in Cheshire   |       | Warrington      | Police            | website, comprend des armes de meurtre, faux, les transporteurs de pigeon, les photos et les enregistrements                                                                    |
| Nantwich Museum                  |       | Nantwich        | Local             | Histoire local, la culture, l'art, le sel et la fabrication du fromage |
| National Waterways Museum        |       | Ellesmere Port  | Transport         | Caractéristiques des bateaux fluviaux est l'histoire des canaux |
| Nether Alderley Mill             |       | Nether Alderley | Mill              | Exploité par le National Trust, Moulin à maïs victorien alimenté par l'eau |
| Norton Priory Museum             |       | Runcorn         | Religion          | Ruines archéologiques et des artefacts d'un prieuré médiéval |
| Peover Hall                      |       | Peover Superior | Maison historique | Maison de briques élisabéthaine datant de 1585, parc paysager du XVIIIe siècle                                                                                                  |
| Rode Hall and Gardens            |       | Congleton       | Maison historique | Maison et jardins |
| Quarry Bank Mill                 |       | Styal           | Industrie         | Exploité par le National Trust, ancienne filature de coton et musée du textile                                                                                                  |
| Stretton Watermill               |       | Stretton        | Mill              | Moulin à eau |
| Tabley House                     |       | Knutsford       | Maison historique | Maison du XVIIIe siècle avec des œuvres d'art et collection de meubles |
| Tatton Hall                      |       | Knutsford       | Maison historique | Exploité par le National Trust, partie du Tatton Park, maison du début du XIXe siècle, avec des collections de photos, livres, porcelaine, verre, argent et des meubles Gillows |
| Warrington Museum & Art Gallery  |       | Warrington      | Multiple          | L'histoire naturelle, l'histoire locale, l'archéologie, beaux-arts, arts décoratif                                                                                              |
| Weaver Hall Museum               |       | Northwich       | Multiple          | Histoire de la fabrication du sel, l'histoire locale, l'archéologie |
| West Park Museum                 |       | Macclesfield    | Multiple          | website, beaux-arts et de décoration, histoire locale, antiquités égyptiennes                                                                                                   |

## Musées fermées
- Mouldsworth Motor Museum, Mouldsworth, website, fermée en 2013[1]
- On The Air: Broadcasting Museum, Chester, fermée en 2000[2]